# Station Trzcinica Wielkopolska
Station Trzcinica Wielkopolska is een spoorwegstation in de Poolse plaats Trzcinica.